# Icke-tom
En mängd kallas icke-tom om den innehåller åtminstone ett element, och är därför inte den tomma mängden.
Kravet att en mängd är icke-tom används ofta i matematiska hypoteser. En anledning är att det är lättare att göra logiska fel när man skapar hypoteser om den tomma mängden, vilka ofta är icke-intuitiva (se tomma mängden för en ytterligare diskussion om detta). Därför kan hypotesen om icke-tomhet ofta tas bort med en mer försiktig behandling. Å andra sidan så finns det verkligen gånger då den tomma mängden är ett specialfall och måste exkluderas från hypotesen.
Ett vanligt exempel där båda dessa situationer återfinns är urvalsaxiomet. Även om detta axiom kan återges på olika sätt finns det i varje standardversion två ställen där termen "icke-tom" kan användas. Ofta finner man termen på båda ställen, även om det endast krävs på det ena.
(Se urvalsaxiomet för en fortsatt diskussion om detta exempel).